# Ивановский карьер
Ивановский карьер (Бе́левский карьер) — крупнейший водоём Невского района Санкт-Петербурга, представляет собой затопленный карьер с тремя островами, является зоной отдыха. Находится в центральной части муниципального округа Ивановский, между Белевским проспектом и улицей Седова.

## История
Карьер образовался на территории Фарфоровской колонии для нужд Императорского фарфоровского завода, в карьере добывали песок. Позже в карьере начали добывать почву для насыпи железной дороги. По достижении карьером водоносного слоя на глубине около 25 метров, пробилось более 20 родников. В результате карьер заполнился ключевой водой примерно за два года.
В 1970 году установили водопроводную систему, и карьер стал снабжать питьевой водой жителей Невского и Фрунзенского районов.
Карьер расположен на высоте 7 метров над уровнем моря.

## Ивановский сад

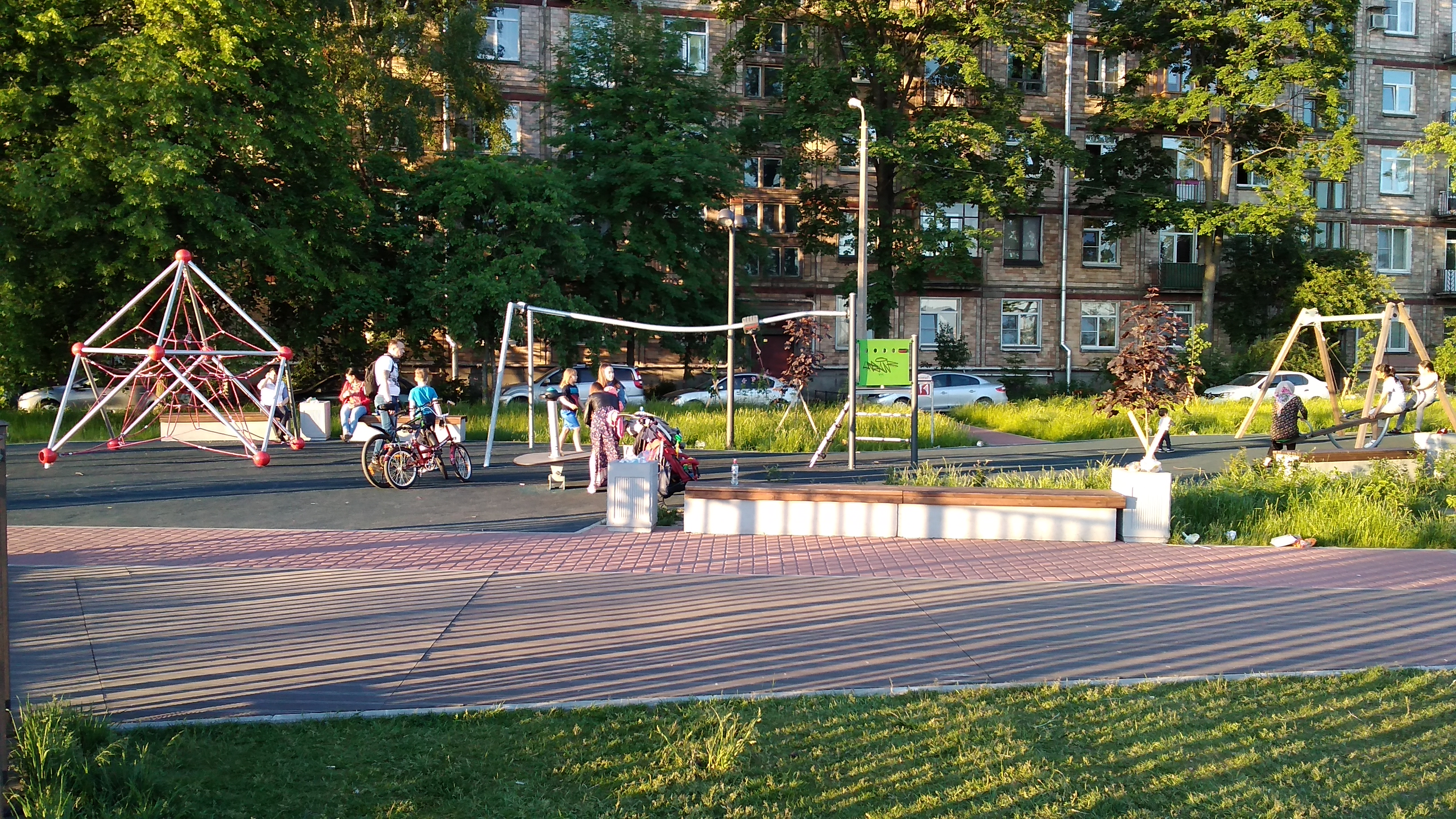
Новая детская площадка в реконструированном Ивановском саду

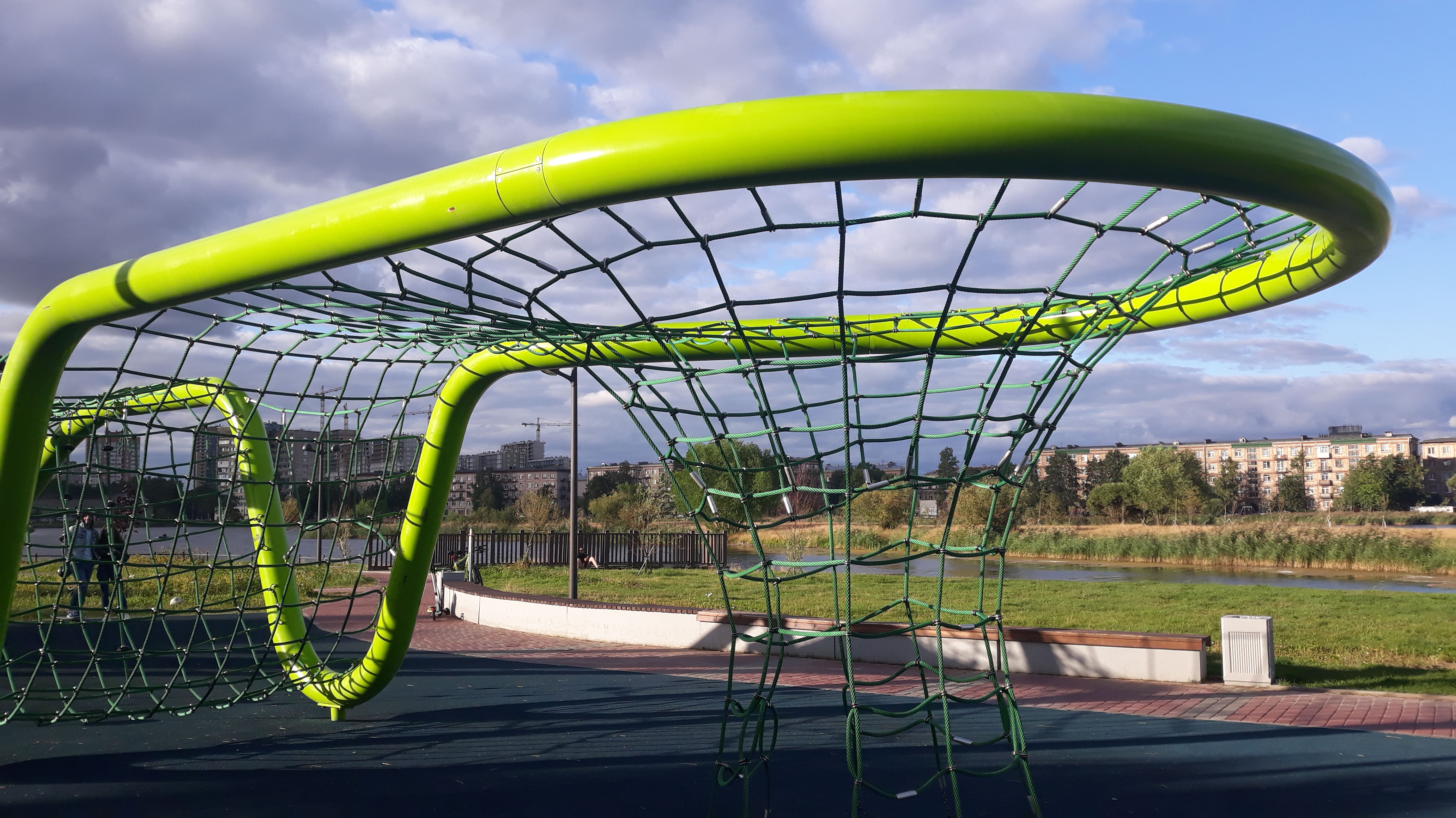
Детская площадка на Ивановском карьере

Местными жителями карьер используется как зона отдыха. Здесь люди ловят рыбу, загорают, устраивают пикники, а также просто прогуливаются. Однако берега были очень засорены мусором, а вода у берегов была заболочена.
Общественное движение «Развитие общественных пространств» провело масштабный опрос более чем 15000 жителей района, и по его итогам привлеченными экспертами была подготовлена концепция благоустройства Ивановского карьера.
По результатам опроса местных жителей было определено 20 позиций, впоследствии вошедших в концепцию благоустройства Ивановского карьера. Среди них: детские и игровые площадки, велодорожки, спортивные площадки, зоны для отдыха и даже пирс. По итогам проделанной работы состоялись общественные слушания, на которых было принято решение присвоить территории статус парка с водным объектом и закрепить за этой территорией кадастровую категорию Р2 «зона рекреационно-ландшафтных территорий».
5 сентября 2014 года в пруд было запущено более 100 особей карпа.
С 2015 года на Ивановском карьере проводится «Ивановский фестиваль. Территория добрососедства». Ежегодно фестиваль собирает на своей площадке 5000 гостей.
С октября 2015 года зеленые насаждения на побережье Ивановского карьера и на трех его островах официально называются Ивановским садом.
На проектно-изыскательные работы по благоустройству сада у Ивановского карьера было выделено более 9 миллионов рублей.
В 2017 году в саду проведены необходимые исследования и изыскания, а в 2018 году подготовлена проектная документация. Было выделено финансирование на благоустройство карьера в размере 219 млн руб. О завершении реконструкции было объявлено в сентябре 2019 года.